# Pellandini Cars
Die Pellandini Cars Pty Ltd. war ein australischer Automobilhersteller in den 1970er-Jahren. Von 1970 bis 1978 baute die vom Engländer Peter Pellandine in Cherry Gardens (Südaustralien) gegründeten Firma Kit Cars.

## Geschichte
Zuerst wurde kurvenreiches Mittelmotorcoupé mit Flügeltüren gebaut, das von einem Vierzylinder-Reihenmotor aus dem Mini mit 1098 cm³ oder 1275 cm³ Hubraum angetrieben wurde. Der Wagen war mit 10″-Aluminiumfelgen an der Vorderachse und 12″-Aluminiumfelgen an der Hinterachse ausgestattet. Aufbau und integriertes Fahrgestell bestanden aus GFK. Die Aufhängepunkte für Fahrwerk und Motor wurde bei Montage der entsprechenden Teile einzeln in das Fahrgestell einlaminiert. Die Sitze waren Teile des Fahrgestells und somit nicht verstellbar. Stattdessen wurden die Pedale auf den Fahrer eingestellt. Auch die Lenkung wurde auf das GFK-Chassis aufgeschraubt. Der Wagen wog 480 kg und beschleunigte in 5 s von 0–100 km/h. Er hatte eine einteilige, vorne angeschlagene Fronthaube, die neben den Kotflügeln auch den Kühler und das Reserverad beinhaltete.
1974 bot Pellandine auch eine Roadsterversion an, die sich aber als wenig gefragt erwies. Insgesamt wurden sieben Coupés verkauft. Einige dieser Fahrzeuge gibt es heute noch, die meisten aber wurden bei Rennunfällen zerstört.
1978 wurde Pellandini Cars aufgelöst, da Pellandine nach Großbritannien zurückging. Dort baute er zwei weitere Modelle in seiner neuen Firma Pelland Engineering. Beide hatten ein GFK-Monocoque-Chassis und Mittelmotor.

## Pellandini Steam Cat

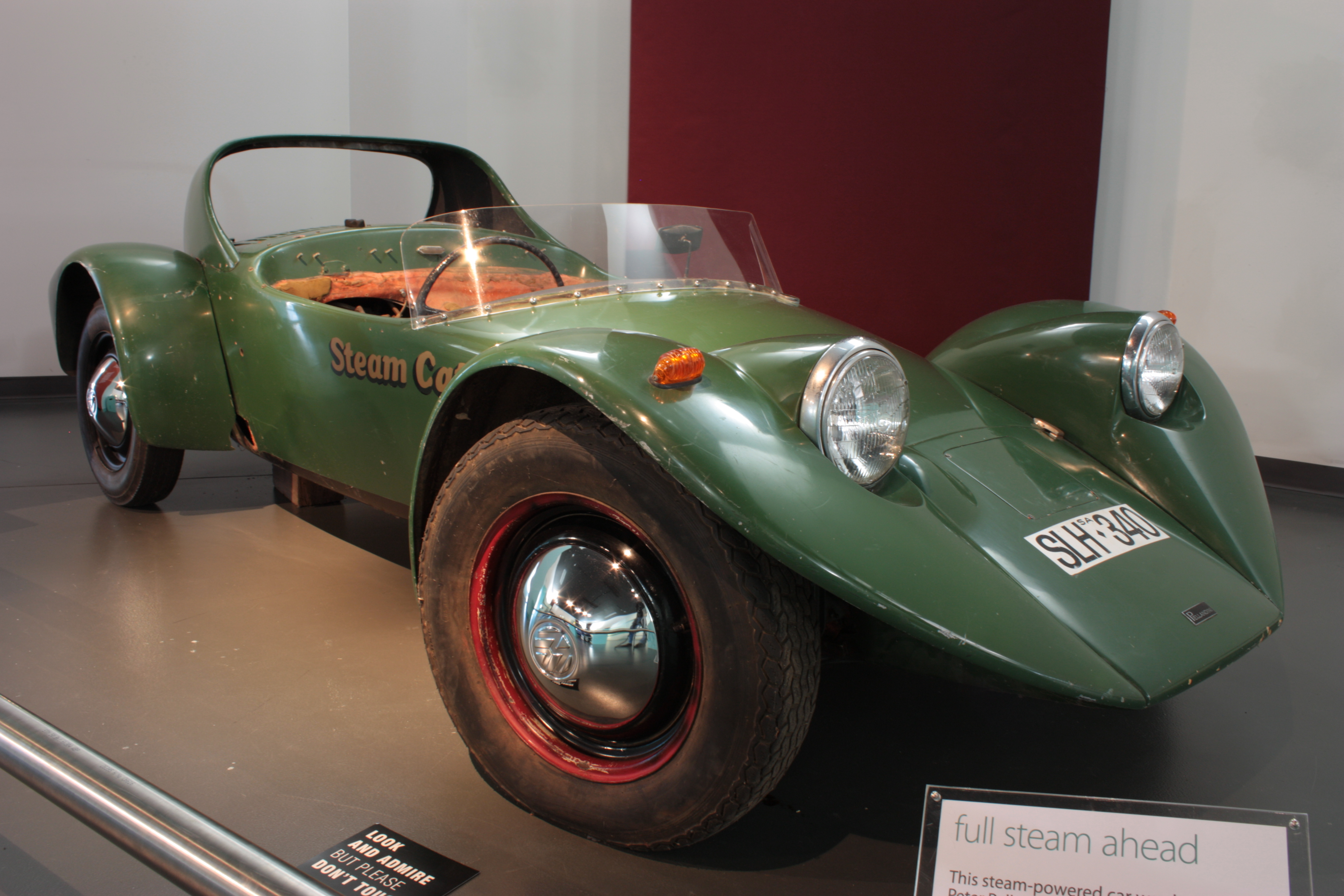
Der Dampfwagen

Der Pellandini Sports war die Basis für den ersten Dampfwagen von Pellandini, den Steam Cat. Er hatte das gleiche Monocoque-Fahrgestell und wurde von einer Dampfmaschine mit zwei doppeltwirkenden Zylindern angetrieben, die eine Leistung von 40 bhp (29 kW) abgab. Diese Dampfmaschine war hinten eingebaut und der Kondensator bildete einen Heckflügel. Pellandines Konstruktion basierte auf einem Projekt der südaustralischen Regierung, das zum Ziel hatte, einen in der Praxis einsetzbaren Dampfwagen zu bauen. Dieser Dampfwagen ist heute im National Motor Museum in Birdwood (Südaustralien) zu sehen.
1977 entstand der Pellandini Steam Cat Mark II. Er hatte eine Dampfmaschine mit drei doppeltwirkenden Zylindern in Form eines breiten Pfeils. Diese Maschine wurde in ein Rohrrahmenchassis eingebaut und mit einer Kevlar-Karosserie überzogen. Der Wagen wog nur 475 kg. Er war unkompliziert, robust und zuverlässig. Die Dampfmaschine bot ein hohes Drehmoment von 1.500 Nm bei Drehzahl 0 und beschleunigte den Wagen in unter 8 s von 0–100 km/h.
Pellandine wollte den Geschwindigkeitsweltrekord für dampfbetriebene Landfahrzeuge brechen, der auf 205,45 km/h stand. Er versuchte dies mehrmals, wurde aber von technischen Problemen immer wieder zurückgeworfen. Der letzte Versuch – schon in Großbritannien – war 1991. Anschließend wurde der historische Wagen bei Christie’s verkauft und kann im Lakeland Motor Museum in Holker Hall in Cark-in-Cartmel in der Grafschaft Cumbria besichtigt werden.
In den 1990er-Jahren kam Pellandine nach Australien zurück, um den Dampfwagen weiterzuentwickeln. Die letzte Version ist der Mark IV.